# Liste der Kulturdenkmäler auf dem Hauptfriedhof Frankfurt (Gewann G–N)

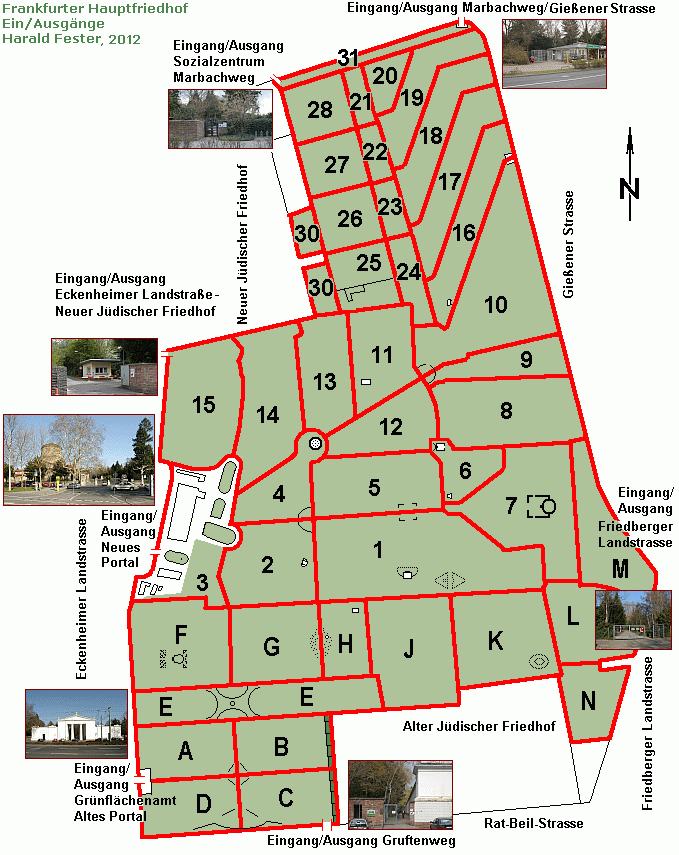
Frankfurter Hauptfriedhof, Plan der Ein- und Ausgänge

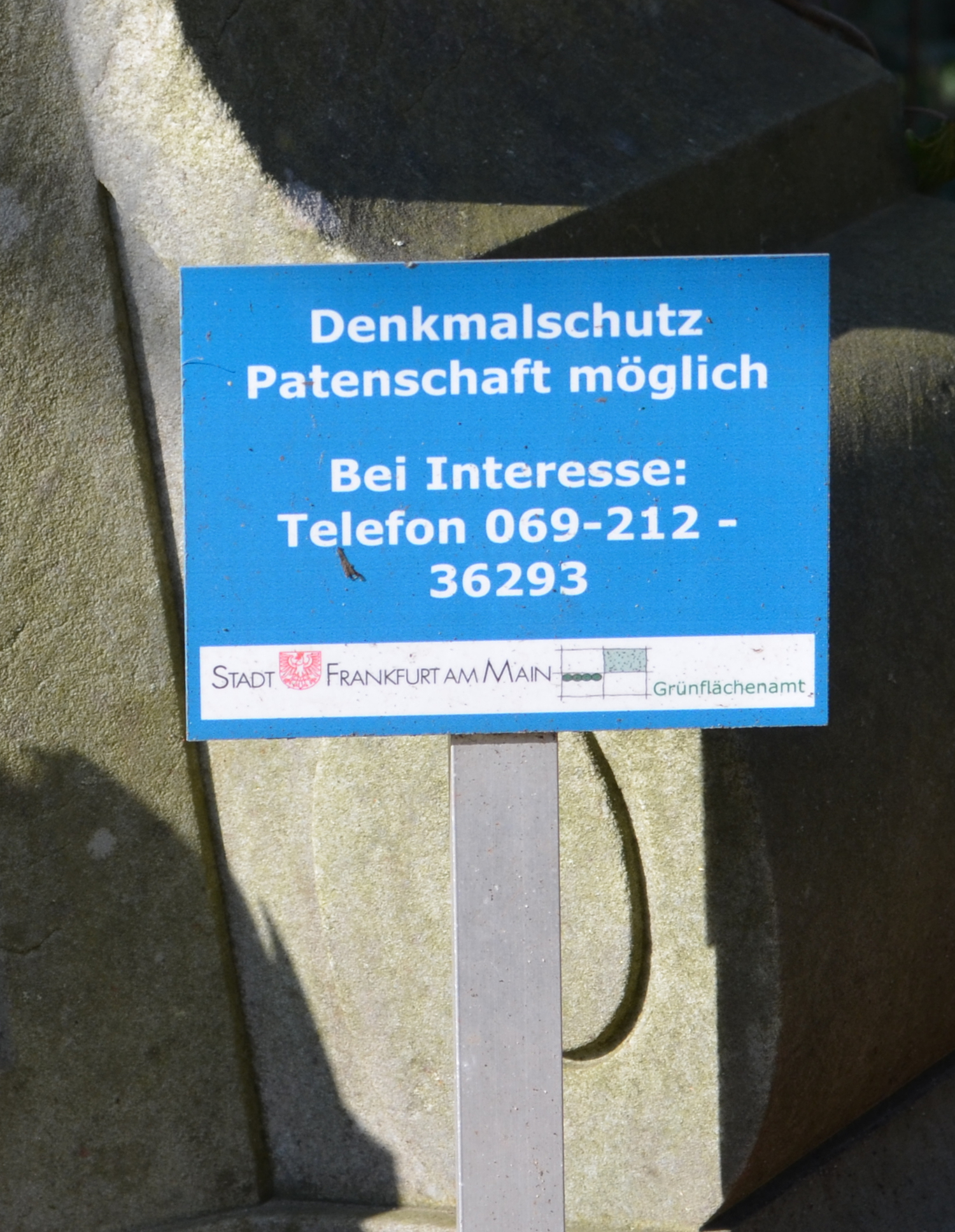
Schild Denkmalschutz

Diese Liste ist eine Teilliste der Liste der Kulturdenkmäler auf dem Hauptfriedhof Frankfurt. Die vorliegende Liste stellt die Kulturdenkmäler der Gewanne G bis K vor. In den Gewannen L bis N befinden sich keine Kulturdenkmäler.

## Gewann G
| Bild | Gewann            | Name(n)                 | Jahr                     | Steinmetz                                | Beschreibung |
| ---- | ----------------- | ----------------------- | ------------------------ | ---------------------------------------- | --- |
|      | G 24              | Heumann                 | 1933                     | F. Hofmeister                            | Hochrechteckige Kalksteinstele auf rustiziertem Sockel. Sie ist mit einem Relief einer Eiche geschmückt, die vom Blitz getroffen wird.                                            |
|      | G 26              | Leutheusser             | 1871                     | August Schapper Wwe                      | Cippus aus rotem Sandstein unter einem Kreuz. Der Cippus ist mit Dreiecksgiebeln, Eckakroteren und vertieftem Schriftspiegel versehen.                                            |
|      | G 41-44           | Wilmer                  | Stele: 1869, Kreuz: 1880 | Stele: J.C. Kaiser, Kreuz: F. Hofmeister | Stele aus belgischem Granit, davor ein neugotisches Kreuz. |
|      | G 116-117         | Hadermann               | 1873                     | G.F. Stoessel                            | Das Grab des Frankfurter Politikers Nicolaus Hadermann ist ein sich verjüngender roter Sandsteinsockel auf dem sich eine galvanoplastische Hermenbüste des Verstorbenen befindet. |
|      | G 147             | Kaibel                  | 1967                     | 0                                        | Grab von Johanna Kaibel, geb. Muck * 12. Juni 1794; † 25. Januar 1867 |
|      | G 203-205         | Weber (ehemals Hacker)  | 1869                     | J. N. Keller                             | Niedrige rechteckige, rote Sandsteinstele mit Volutengiebeln und einer Palmette als Stirnziege. Die Inschriftenplatte aus weißem Marmor ist vertieft.                             |
|      | G 222             | Breul-Sebikoh           | 1918                     | F. Hofmeister                            | Serielles neoromantisches Kreuz auf einem polygonalen Postament und Sockel. Im Kreuzfuß befinden sich Akanthusblätter und Blüte, das Postament ist mit Blendbögen geschmückt.     |
|      | G 223             | Breul                   | 0                        | 0                                        | |
|      | G 352             | Wettengel               | 0                        | 0                                        | |
|      | G 249             | Jung                    | 0                        | 0                                        | |
|      | G 332             | von Hoven               | 0                        | 0                                        | Grab von Franz von Hoven |
|      | G 354             | van Rossum              | 0                        | 0                                        | |
|      | G 361             | Kleyer                  | 0                        | 0                                        | |
|      | G 364             | Brauer                  | 0                        | 0                                        | |
|      | G 386-387         | Broders                 | 0                        | 0                                        | |
|      | G 372             | Reiffenstein            | 0                        | 0                                        | |
|      | G 388             | Wacker                  | 0                        | 0                                        | |
|      | G 390             | Hamburger               | 0                        | 0                                        | |
|      | G 398             | Urban                   | 0                        | 0                                        | |
|      | G 428             | Heusenstamm             | 0                        | 0                                        | Karl Heussenstamm |
|      | G 433             | Scheib                  | 0                        | 0                                        | |
|      | G 432             | Pfaff-Neumann           | 0                        | 0                                        | |
|      | G 468             | Müller                  | 0                        | 0                                        | |
|      | G 476-477/526-527 | Lemmé                   | 0                        | 0                                        | |
|      | G 485/518         | Trebau                  | 0                        | 0                                        | |
|      | G 534             | Hess                    | 0                        | 0                                        | |
|      | G 537             | Schiele                 | 0                        | 0                                        | |
|      | G 535-536         | Miller                  | 0                        | 0                                        | Auch Grab von Johann Albert Lüthi |
|      | G 625             | Schneider               | 0                        | 0                                        | |
|      | G 579-581         | Herrman                 | 0                        | 0                                        | |
| 0    | G 689             | Beydemüller-Weidmann    | 0                        | 0                                        | |
|      | G 816-817         | Zöller-Zimmermann-Weber | 0                        | 0                                        | |

### G „An der Mauer“
| Bild | Gewann    | Name(n)                | Jahr | Steinmetz | Beschreibung |
| ---- | --------- | ---------------------- | ---- | --------- | ------------ |
|      | 489-490   | Rothhan                | 0    | 0         |              |
|      | 509       | Heller-Goelzenleuchter | 0    | 0         |              |
|      | 526       | Peters                 | 0    | 0         |              |
|      | 530       | Rühl-Rosenfelder       | 0    | 0         |              |
|      | 531       | Krämer                 | 0    | 0         |              |
|      | 534       | Kalb des Raths         | 0    | 0         |              |
|      | 534a      | Presber                | 0    | 0         |              |
|      | 535a      | Bilger                 | 0    | 0         |              |
|      | 539a-540a | Bockenheimer           | 0    | 0         |              |
|      | 541a      | Brückner               | 0    | 0         |              |
|      | 542a      | Müller                 | 0    | 0         |              |
|      | 546a      | Euler                  | 0    | 0         |              |
|      | 550a      | Bravi-Lindt            | 0    | 0         |              |

## Gewann H
| Bild | Gewann | Name(n)   | Jahr | Steinmetz         | Beschreibung |
| ---- | ------ | --------- | ---- | ----------------- | --- |
|      | H 56   | Weiss     | 1891 | Gebr. Wagner      | Das Grabmal ruht auf einem rustizierten Untersockel. Darauf befindet sich ein Postament aus poliertem Syenit auf dem sich ein Engel aus weißem Marmor befindet. Der Engel schmückt ein Kreuz aus Baumstämmen mit Kranz und Schleife. |
|      | H 119  | Krepp     | 1895 | A. Schappel Witwe | Gelbe Sandsteinstele mit Segmentgiebel und muschelförmigem Stirnziegel auf einem roten Sandsteinuntersockel. Die Eckakrotere sind mit Akanthus geschmückt. In gleicher Form die Inschriftenplatte aus weißem Marmor.                 |
|      | H 224  | Muck      | 1874 | J. Hössbacher     | Das Grabdenkmal besteht aus einem seriellen Sarkophag aus rotem Sandstein. Auf dem giebelförmigen Deckel befindet sich ein Kreuzrelief.                                                                                              |
|      | H 419  | Schausten | 1919 | Geb. Wagner       | Grabaltar aus Muschelkalk mit Volutenpolster. der Familienname ist erhaben auf dem Spiegel der Vorderseite angebracht. |
|      | H 541  | Steinweg  | 1932 | Benno Elkan       | Hohe, rechteckige Stele aus hellem gestocktem Granit. Darauf ein Relief eines Engels. |

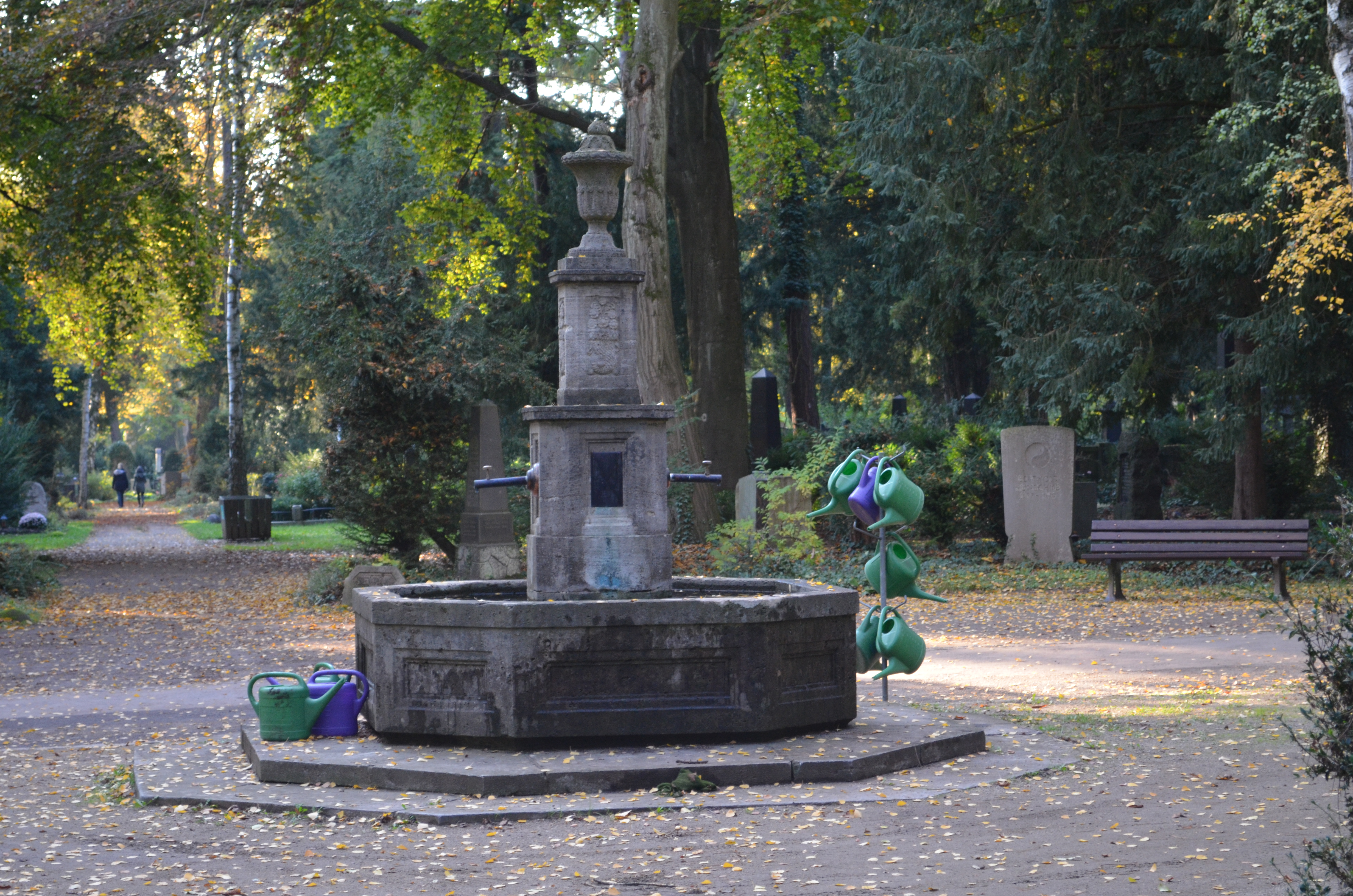
Brunnen im Birkenwäldchen

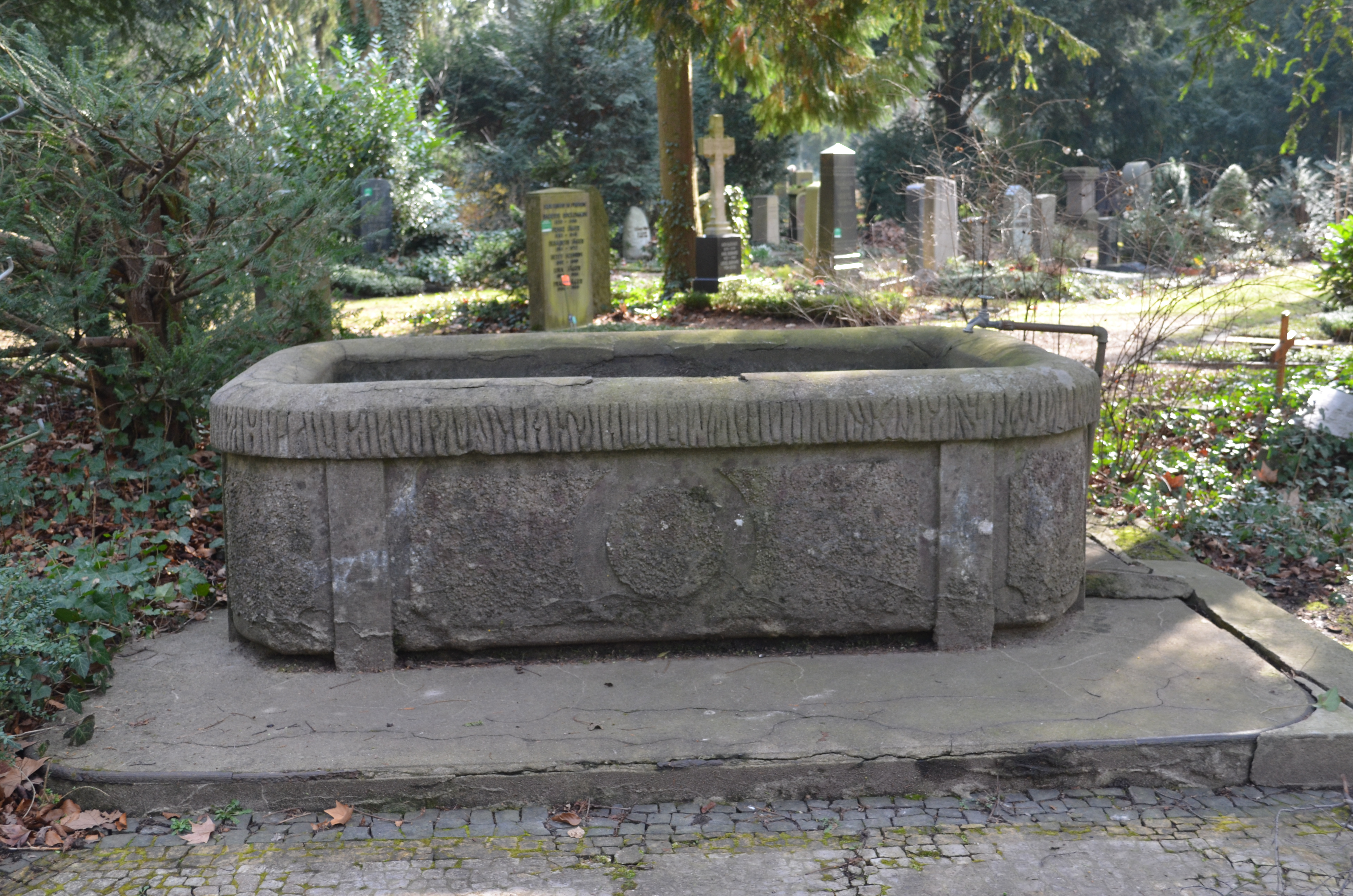
Brunnen gegenüber H adm 548

Daneben stehen der Brunnen im Birkenwäldchen und der Brunnen gegenüber H adm 548 unter Denkmalschutz.
Der Brunnen im Birkenwäldchen aus der Zeit um 1910 besteht aus einer achteckigen Brunnenschale aus Muschelkalk auf einer zweigestuften achteckigen Basis. Die Dekoration der Brunnenschale wird durch vertiefte, profilierte Felder gebildet. Das Motiv nimmt der sich nach ober verjüngende Brunnenstock auf. Die Spiegel im oberen Bereich sind mit Füllhörnern geschmückt, den Brunnenstock krönt eine Vase. 
Der Brunnen gegenüber H adm 548 ist ein ovaler, dickwandiger Brunnen mit ausladender Basis aus der Zeit um 1910. Der wulstige Rand der Brunnenschale ist mit Einkerbungen versehen, die an Stalaktiten erinnern sollen.

### H „An der Mauer“
| Bild | Gewann  | Name(n)           | Jahr | Steinmetz | Beschreibung |
| ---- | ------- | ----------------- | ---- | --------- | ------------ |
|      | 551-552 | Walden-Stoessel   | 0    | 0         |              |
|      | 553-555 | Oehler von Aarau  | 0    | 0         |              |
|      | 554a    | Weydt-Ried        | 0    | 0         |              |
|      | 555a    | Lemmé-Eysen       | 0    | 0         |              |
|      | 556     | Bartmann          | 0    | 0         |              |
|      | 556a    | Bernus            | 0    | 0         |              |
|      | 557a    | von Blittersdorff | 0    | 0         |              |
|      | 569     | Staudt            | 0    | 0         |              |

## Gewann J
| Bild | Gewann           | Name(n)                    | Jahr          | Steinmetz                                          | Beschreibung |
| ---- | ---------------- | -------------------------- | ------------- | -------------------------------------------------- | --- |
|      | J 1-2            | Rau                        | 1877          | J.G. Pichler                                       | Das Grab des Schriftstellers und Predigers Heribert Rau (1813–1876) ist ein Postament aus gelbem Sandstein mit einem vertieften Schriftspiegel. Darauf befand sich ursprünglich eine hohe Säule aus gelbem Sandstein mit korinthischem Kapitell. Daneben befinden sich zwei weiße Marmorrollen als Grabstein für Gustav Rau von Sossenheimer (um 1875) und Anna Rau von Hofmeister (1898). |
|      | J 38             | Bauer                      | 1885          | A. Nees                                            | Das Grab des Malers Johann Balthasar Bauer (1811–1883) ist ein roter Sandsteinobelisk auf vorkragendem Postament und Sockel. Der Beruft des Verstorbenen wird durch eine Palette symbolisiert. |
|      | J 120            | Becker                     | 1879          | Albrecht Becker                                    | Der Architekt Albrecht Becker entwarf das Grabdenkmal für sich und seine Frau Helene 1879. Er selbst wurde 1911 hier beigesetzt. Die rundbogige, schlanke, rote Sandsteinstele wird von Palmblättern umrahmt und zeigt ein Emblem der Architektur, fliegende Bänder und einen Blütenfeston.                                                                                                |
|      | J 135            | Binding                    | 1877          | J. Gebhardt nach Vorgaben von Friedrich Schierholz | Ädikula aus gelbem Sandstein mit Christusdarstellung im Rundbogen. |
|      | J 147-148        | Keyl                       | 1879 und 1900 | J.H. Grünewald                                     | Ädikula aus rotem Sandstein mit seitlichen Voluten und Segmentgiebel. Die Inschriftenplatte besteht aus braunem poliertem Granit. |
|      | J 154            | Sachs                      | 0             | 0                                                  | |
|      | J 181            | Wagner                     | 0             | 0                                                  | |
|      | J 163            | Kohlhepp                   | 0             | 0                                                  | |
|      | J 171-173        | Rumpf                      | 0             | 0                                                  | |
|      | J 182            | Hildmann-Fritz             | 0             | 0                                                  | |
|      | J 186            | Bergmann                   | 0             | 0                                                  | |
|      | J 195            | Ochs                       | 0             | 0                                                  | |
|      | J 230-330        | Reutlinger                 | 0             | 0                                                  | |
|      | J 306a           | Stolze                     | 0             | 0                                                  | |
|      | J 323            | Weinsperger                | 0             | 0                                                  | |
|      | J 331-334        | von Guaita                 | 0             | 0                                                  | |
|      | J 354-355        | Lussmann                   | 0             | 0                                                  | |
|      | J 361            | Hösbacher                  | 0             | 0                                                  | |
|      | J 371            | Graeber                    | 0             | 0                                                  | |
|      | J 397            | Röder                      | 0             | 0                                                  | |
|      | J 399            | Weichand                   | 0             | 0                                                  | |
|      | J 400-408-409d   | Grabstätte der Diakonissen | 0             | 0                                                  | Siehe Diakonissenkirche Frankfurt |
| 0    | J 446            | Rothhan                    | 0             | 0                                                  | |
|      | J 477            | Müller                     | 0             | 0                                                  | |
|      | J 490            | Zemam                      | 0             | 0                                                  | |
|      | J 506            | Kleinhansz                 | 0             | 0                                                  | |
|      | J 556            | Dürr                       | 0             | 0                                                  | |
|      | J 585-586        | Wenz                       | 0             | 0                                                  | |
| 0    | J 614            | Herforth                   | 0             | 0                                                  | |
|      | J 718-719        | Fey                        | 0             | 0                                                  | |
| 0    | J 755b           | Haag                       | 0             | 0                                                  | |
|      | J 765            | Schultheis                 | 0             | 0                                                  | |
|      | J 766            | Kalkhof                    | 0             | 0                                                  | |
|      | J 767            | Ronsheimer                 | 0             | 0                                                  | |
|      | J 770-770a/1101  | Heinz                      | 0             | 0                                                  | |
|      | J 798a-799a-800a | Leimbach                   | 0             | 0                                                  | |
|      | J 807a           | Walluf                     | 0             | 0                                                  | |
|      | J 811a           | Probst                     | 0             | 0                                                  | |
|      | J 816            | Eymer-Regel                | 0             | 0                                                  | |
|      | J 823            | Arnold-Mangin              | 0             | 0                                                  | |
|      | J 939-940-941    | Schütz                     | 0             | 0                                                  | |
|      | J 939-940-941    | Nachtripp                  | 0             | 0                                                  | |
|      | J 939-940-941    | Ehrt                       | 0             | 0                                                  | |
|      | J 1011–1012      | Cuno                       | 0             | 0                                                  | |
|      | J 1025–1026      | Schwarz                    | 0             | 0                                                  | |
|      | J 1025–1026      | Steiner                    | 0             | 0                                                  | |
|      | J 1126           | Pressler                   | 0             | 0                                                  | |
|      | J 1127           | Steyer                     | 0             | 0                                                  | |
|      | J 1128           | Ebel                       | 0             | 0                                                  | |
|      | J 1160           | Nies                       | 0             | 0                                                  | |
|      | J 1247           | Pfaller                    | 0             | 0                                                  | |
|      | J 1561           | Allmang                    | 0             | 0                                                  | |
|      | J 1562           | Anlitz                     | 0             | 0                                                  | |

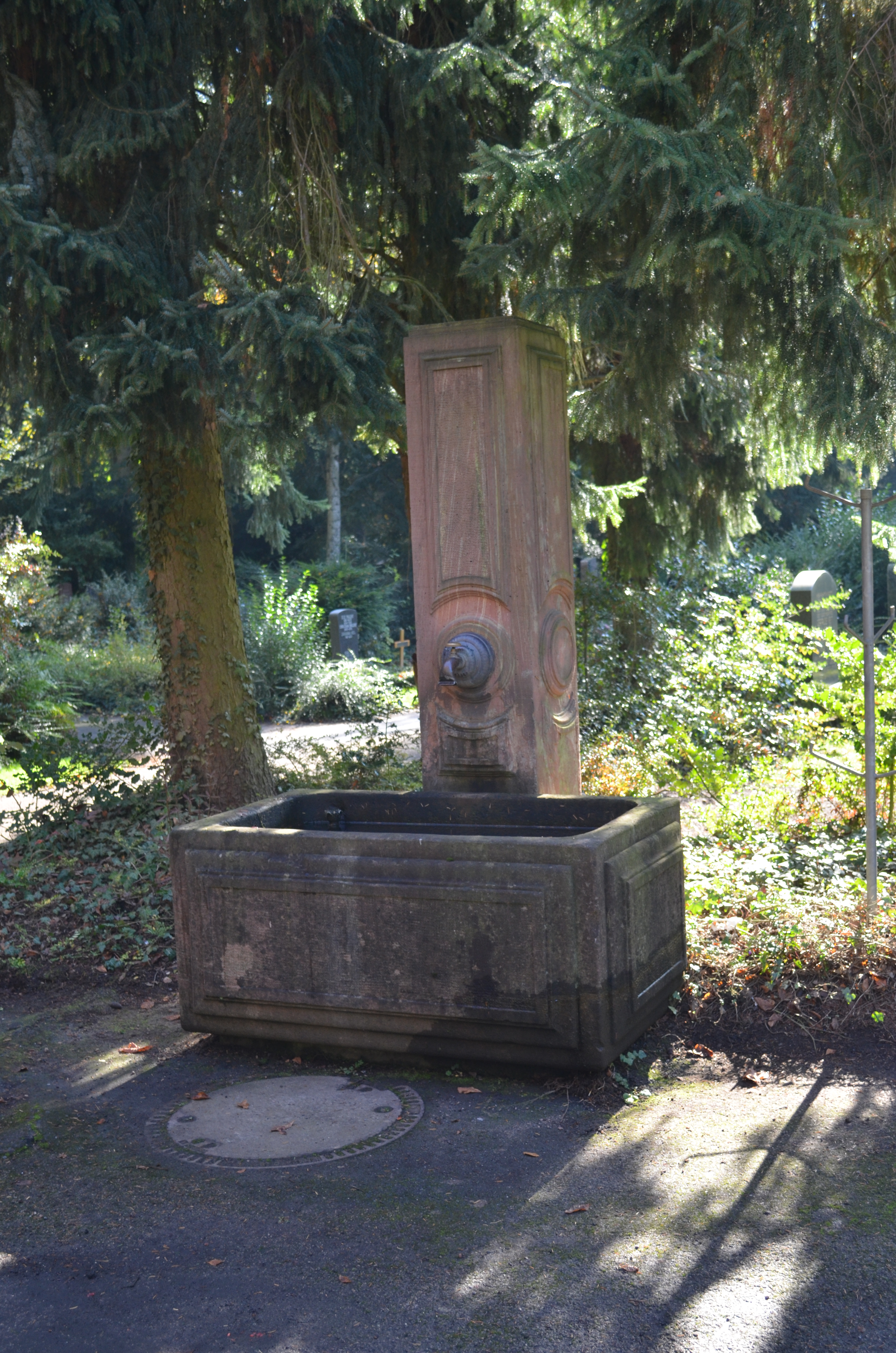
Brunnen bei J 1940

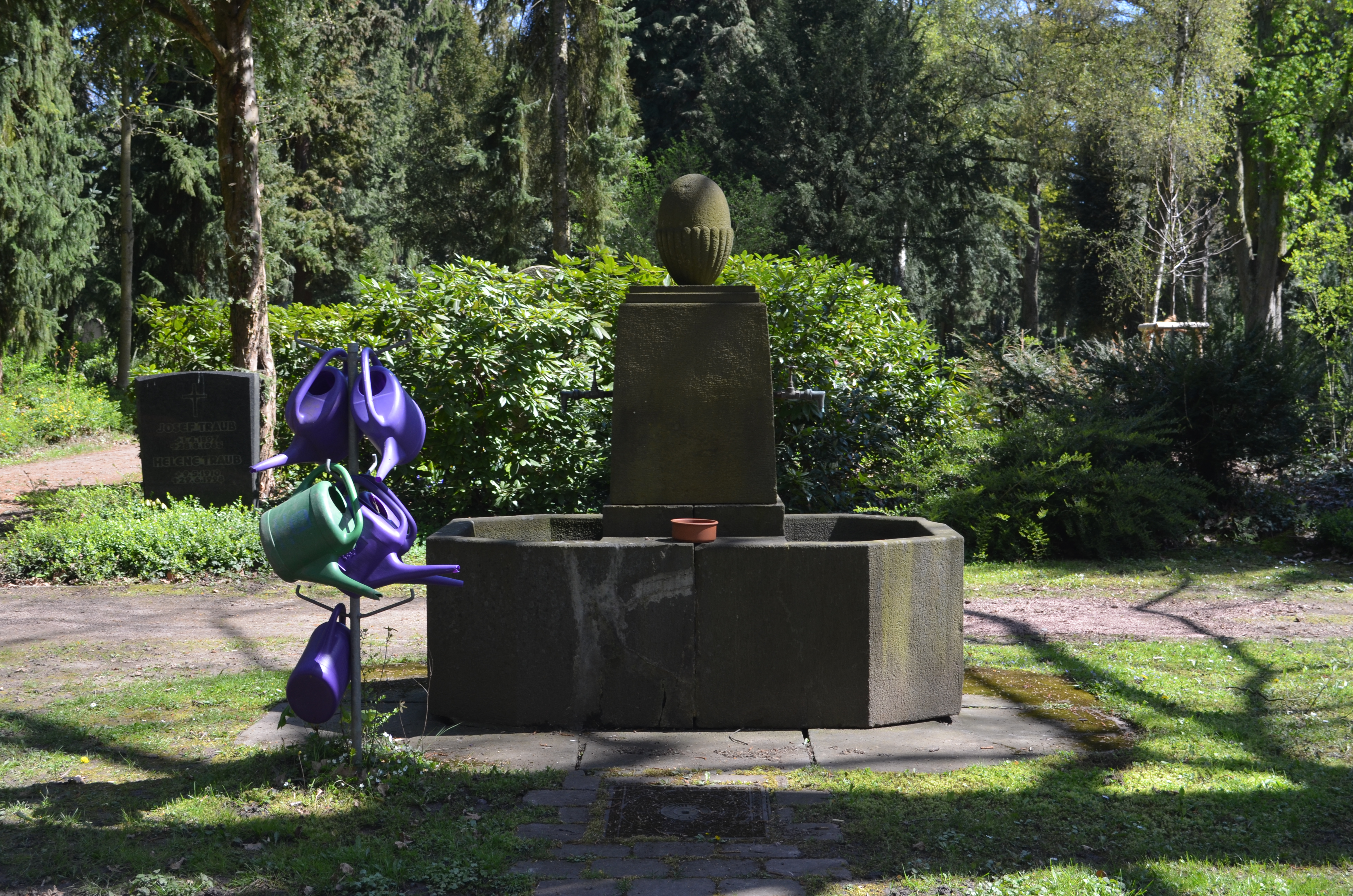
Brunnen bei J 878

Daneben stehen der Brunnen bei J 878 und der Brunnen bei J 1940 unter Denkmalschutz.

### J „An der Mauer“
| Bild | Gewann        | Name(n)           | Jahr | Steinmetz | Beschreibung |
| ---- | ------------- | ----------------- | ---- | --------- | ------------ |
|      | adM 447 a     | Alzheimer         | 0    | 0         |              |
| 0    | adM 463a      | Latscha           | 0    | 0         |              |
| 0    | 478a          | Fester            | 0    | 0         |              |
|      | 589           | Michl-Hahn        | 0    | 0         |              |
|      | 603           | Keller            | 0    | 0         |              |
|      | 604           | Lauenstein        | 0    | 0         |              |
|      | adM J 606-609 | von Brüning       | 0    | 0         |              |
|      | 615-616       | Behringer         | 0    | 0         |              |
|      | 617           | Creizenach-Flesch | 0    | 0         |              |

## Gewann K
| Bild | Gewann      | Name(n)      | Jahr | Steinmetz | Beschreibung |
| ---- | ----------- | ------------ | ---- | --------- | ------------ |
|      | K 2475–2476 | Leleithner   | 0    | 0         |              |
|      | K 165       | Schanz       | 0    | 0         |              |
|      | K 196       | Schmidt      | 0    | 0         |              |
|      | K 214       | Bauer        | 0    | 0         |              |
|      | K 255       | Bingenheimer | 0    | 0         |              |
|      | K 295       | Gerlich      | 0    | 0         |              |
|      | K 646-646a  | Mack         | 0    | 0         |              |
|      | K 772       | Klauer       | 0    | 0         |              |
|      | K 2144      | Esfeld       | 0    | 0         |              |
|      | K 2474      | Firsching    | 0    | 0         |              |
|      | K 2637      | Wallraff     | 0    | 0         |              |

## Gewanne L–N
Auf den Gewannen L–N finden sich keine Kulturdenkmäler.